# 6·25 전쟁의 멕시코인, 멕시코계 미국인 참전 용사
굵은 글씨10만명 이상의 멕시코인과 멕시코계 미국인 군인들이 유엔의 깃발 아래 미군으로 한국전쟁(1950-1953)에 참여하였다. 이들은 다양한 경로로 참전했는데, 1940년대 말과 1953년 사이 미국에 있던 젊은 멕시코인 청년들과 멕시코계 미국 청년들이 모집 명단에 이름을 올렸다. 멕시코인들은 자원 입대하기 위해 미국과의 국경을 건넜다. 1943년 당시 멕시코-미국 간 체결한 ‘미군 소속 멕시코인’ 에 관한 협정에 따르면, 멕시코인들이 미군에 입대해도 멕시코 국적을 잃지 않을 수 있었다. 멕시코인 군인들은 한국의 수많은 전투에서 싸웠고, 미국 정부에서 그들의 용기에 감사를 표하기도 했다.
멕시코 정부는 2차 세계 대전 말 미국과 소련 두 초강대국간 대립 구도 하에서 어느  편에도 서지 않고 중립적인 위치를 표명했던 관계로, 군부대를 파견하는 방식으로 한국 전쟁에 직접 참여하지는 않았다. 그럼에도 불구하고, 인도주의적 차원에서 한국에 식료품과 의료물품을 지원하였다.

## 배경
1950년대 미국의 인구 구성 현황과 당시 미국으로 이주한 멕시코인 통계를 보면 미군 전체 내 멕시코계 군인이 차지한 비중이 컸던 이유가 잘 나타난다.

#### 미국의 멕시코인과 멕시코인의 이주
1848년 이전에 미국 남서쪽은 멕시코 영토의 일부였다. 미국과의 전쟁(1846-1848) 이후, 멕시코는 이 지역을 잃었고, 당시 고향을 지키던 거주민 대부분이 멕시코 인들이었다.  그들 인구 가운데 80% 이상이 캘리포니아 주와 텍사스 주에 집중되었다.
멕시코 혁명(1910-1920) 이래 미국으로의 멕시코인 이주가 크게 증가하였다. 1910년대와 1930년대 사이 대략 100만명의 멕시코인들이 미국 영토로,  이주한 것으로 추정되는데, 국경 경비대가 생기고 국적에 따라 미국으로 들어가는 시스템이 도입되기 전이었던 1924년까지는 이민을 위한 특별 허가가 . 필요하지 않았다. 많은 이민자들이 가족들과 함께 국경을 건넜고, 미국에서 태어난 이민자 자녀들은 2차 세계 대전과 한국 전쟁 동안 군대로 소집되었다.
2차 세계 대전 동안 노동자가 부족하자 미국은 멕시코와 일련의 협정을 맺었는데, 주로 미국 영토 내 농업 분야에서 .  일할 멕시코인 노동력 모집에 초점을 맞추었다. '브라세로 프로그램(El Programa Bracero)'으로 알려진 이 협정을 통하여, 1942년과 1964년 사이 대략 450만명의 멕시코인 남성  노동자들이 합법적으로 국경을 건널 수 있었다. 많은 이들이 계약 종료 직후 미군 입대를 결심하였다.

#### 병역에 대한 양자 협정
한국전쟁에 멕시코인들이 참전하게 된 계기는 멕시코-미국간 체결된 ‘양국 거주 국민의 병역에 관한 협정’이었다. 당시 에세키엘 파디야(Ezequiel Padilla) 외교 장관과 미국측 대표 허버트 S. 버슬리 (Herbert S. Bursley) 간 외교 문서 교환을 통해 서명되었으며, 1943년 1월 22일부터 1952년 10월 28일까지 유효했다. 이 후 협정은 갱신되지 않았다. 
이 협정은 멕시코-독일과 독일 동맹 전쟁 선포 이후 이루어졌는데, 멕시코 합중국 헌법 제 37조 규정상 타국 소속으로 참전하는 것이 국적 상실의 원인을 제공할 수도 있었다는 점을 감안한다면, 협정은 멕시코인들이 멕시코 국적을 유지하면서 미군으로 참전할 수 있도록 하기 위한 목적을 갖고 있었다. 이 협정은 «다른 나라에 살고 있는 각 나라의 국적자는 똑같은 국적 조건으로 거주하고 있는 국가의 군대에 등록하거나 입대할 수 있으며» 본래 출신지의 국적을 상실하지 않는다고 규정하고 있다.

## 멕시코 정부와 한국 전쟁
1942년 5월부터  멕시코가 다른 동맹들과 2차 세계 대전에 참전했음에도 불구하고, 2차 세계 대전 마지막 시기와 그 이후 냉전 시대 동안 멕시코 정부는 특정 국가에 개입하거나 연합하지 않고 중립을 유지한다는 원칙을 견지해 왔다. 이러한 이유로 멕시코는 한국 전쟁뿐 아니라 다른 어떤 전쟁에도 참전하지 않았다. 그럼에도 불구하고, 멕시코 정부는 한국에 음식과 의료품을 보내는 인도주의적 지원을 했는데 이는 1951년 당시 물가로 35만 달러에 이르는 규모였다.
멕시코 협력의 또 다른 양상은 한반도의 천연두, 발진티푸스, 장티푸스와 같은 전염병을 근절하기 위해 유엔 캠페인에 의사들을 참여하게 하는 것이었다. 의사 기예르모 로페스 나바 (Guillermo López Nava) 와 구스타보 A. 로비로사 (Gustavo A. Rovirosa)는 공로를 인정받았다.
한편, 멕시코 정부는 유엔에 수천명의 전쟁 포로 교환이나 미래 처우 문제 해결을 요구하는 외교 발의도 하였는데 "전쟁 포로에 관한 멕시코 협약" 또는 "알레만 (Alemán) 발의안" 라는 이름으로 알려졌는데 이는 미겔 알레만 발데스 (Miguel Alemán Valdés) 멕시코 대통령의 이름으로 발의안이 유엔에 촉진되었기 때문에 그의 이름이 붙혀졌다.
이 중대한 사건은 분쟁 중인 두 국가가 정전  협정에 서명하는 것을 저지했고, 전쟁을 1년 더 연장하는 계기가 되었다. 그 동안, 중국과 북한이 자국 포로 송환을 요구하였고, 한국과 UN 회원국들은 인도주의적 사유를 근거로 사안별 접근 방식(case by case)에 따른 자발적 본국 송환을 위해 분투했다. UN 주재 멕시코 대표부 대표이자 후에 멕시코 외교부 장관을 역임한 루이스 파디야 네르보(Luis Padilla Nervo)는 UN 제6차 총회(1951년 9월-1952년 6월)의 의장 자격으로 멕시코 측 제안 내용을 보다 명확하게 전달하였는데, 멕시코는 본국으로 송환되지 않은 한국과 중국 포로들에게 유엔 회원국들의 영토 내 일시적 망명을 제안하였다.  프랑스, 영국, 캐나다, 브라질, 아르헨티나, 미국의 지원에도 불구하고, 이 제안은 중국과 북한의 거절로 결국 받아들여지지 않았다.

## 멕시코인 군인들의 수

#### 군인 수 추정
한국전쟁에 참전한 멕시코인 또는 멕시코계 미국인들의 정확한 규모에 대한 공식적인 출처는 멕시코나 미국 어디에도 없다. 군인 개개인의 정보가 등록된 미국 국방부 기록물 보관소에는 그들의 출생지가 기록된 자료가 있다. 그러나, 한국에서 발견된 라틴계 사망자들을 조사한 사람들에 따르면 출생지 기록이 불일치한 경우도 있었다.
가령, 이와 같이 출생지 기록이 불일치하는 7명 중에서도, 하사 비센테 마우로 웨이(Vincent Mauro Wade)와 레오폴도 V 카스티요(Leopoldo V.  Castillo)의 경우, 동인들이 미국령 버진아일랜드(비르헤네스 섬: Islas Vírgenes) 출신이라고 잘못 기록되었지만, 멕시코 외교부 헤나로 에스트라다(Genaro Estrada) 역사기록보관소나 한국 전쟁 프로젝트(Korean War Project : 한국전쟁 참전 용사들의 기록을 보전하기 위해 창설된 단체, 온라인 홈페이지 운영중)에 의하면, 이들은 멕시코 출신으로 기록되고 있다. 그러나, 당시 멕시코는 미국령 버진아일랜드(Islas Vírgenes)와 직접적인 결연 관계나 교류를 맺은 바가 전혀 없었다.
모병 기록에 보면 인종별 병력 인원표가 있는데; 대부분의 멕시코인들이나 그 후손들은 코카시안«caucasiano» 혹은 백인«blancos»으로 기록되어 있고, 이들에 대한 구체적인 분류 기준이 없었다. 이름을 바뀌어 그 출신을 확인하기가 어려운 경우도 있다. 예를 들어 라울 알바레스 델 카스티요 (Raúl Álvarez del Castillo)는 과달라하라주 할리스코시 출신인데 전사 시 랄프 A. 캐슬«Ralph A. Castle»로  기록되었고, 호세 José라는 이름을 가진 수 많은 사람들이 «Joe»,  Juan «John», «Johnny» o «J.» 등으로 기록되었다.
미국 참전용사 부서에서는 히스패닉 «hispanos» 혹은 라틴 «latinos»이라는 분류를 한국 전쟁 이후에 사용하기 시작했다. 이러한 분류체계에 따르면, 스페인어 «hispano»를 사용하거나 라틴아메리카 출신의 조상을 가진 모든 군인들이 포함된다. 이와 관련하여 3년의 논쟁 끝에 미국 연방 정부에서 1980년대 인구 조사에서 최초로 히스패닉이라는 용어를 사용하였다는 사실은 주목할 만하다. 본 자료의 출처 자문을 거쳐, 라틴 «Latinos» 혹은 히스패닉 «hispanos»은 본 자료에서 구별 없이 동일한 의미로 사용한다.
멕시코 정부는 미군에 입대한 멕시코 국적인에 대해 기록할 방법이 없었다. 단지, 사망한 군인들이 국가로 돌아왔을 때 해당 사실을 알게 되었고, 이와 같이 파악된 정보들을 망라하는 파일은 확인되지 않았다.
캘리포니아주 오렌지 카운티에서 설립된 비영리단체인 Latino Advocates for Education는 오랜 조사 끝에 한국 전쟁에 참전한 라틴계 병사가 18만명일 것으로 추산하였다. ».  캘리포니아주 의원인 로레타 산체스(Loretta Sánchez)가 한국 참전용사들에게 쓴 2007년 11월 10일자 서한에는18만명이 넘는 히스패닉 계 미국인이 이 전쟁을 위해 싸웠다고 기재되어 있다.
국방부 기록에 따라 멕시코가 미국 내 히스패닉 가운데 가장 중요한 집단이었음을 감안할 때, 이 18만명의 군인들 중 최소 10만명은 멕시코인, 그 외 6만1천명은 푸에르토리코 국적이었고 나머지는 라틴아메리카, 카리브해, 스페인 등 미국에서 차지하는 인구 비율이 적은 편에 속한 병사들이었을 것으로 추정된다. 대략 히스패닉 군인의 2/3가 멕시코인, 1/3이 푸에르토리코인으로 볼 수 있다.
참전용사 담당 부서에서 자료 복원을 통해 1990년 발표된 인구 조사 기록에 따르면, 당시 6백80만명에 이르던 인원 가운데 1990년에 생존 용사는 총 490만명이었고, 이 중 13만3천5백명이 히스패닉이었다. 이는 생존 참전 용사의 3%에 해당하는 수치였다.

#### 사망한 멕시코인과 멕시코계 미국인
미국 국방부 기록에 따르면 히스패닉이나 라틴 출신 36,574명 중 3,734명이 전사하였는데, 이는 미국인 전사자의 10%를 약간 상회하는 수치이다. 총 734명의 푸에르토리코인이 사망하였다는 기록과, 앞서 언급한 1/3이 푸에르토리코, 2/3이 멕시코인 군인이었다는 국적 비율을 고려해볼 때, 최소 2,400명의 전사자가 멕시코인이라고 추정해볼 수 있다.
Latino Advocates for Education은 단지 한국에서 전사한 라틴계 미군이 1,286명, 푸에르토리코인은 734명으로 총 2,020명이 사망한 것으로 계산했다. 이러한 오차 발생은 서로 다른 정보를 바탕으로 계산되었다는 데에서 기인한다.
만약 멕시코인 군인과 멕시코 계 미군을 다른 카테고리로 분류한다면, 멕시코인 전사자 규모는 한국 전쟁에 참전한 유엔 국가들 가운데 한국 (227,800명)과 미국 (54,246명)에 이어 세 번째를 기록한다. 영국 (710명), 그리고 호주 (297명)가 이를 잇는다.

#### 미군  입대를 위한 동기 부여
미국 법에 따르면 미국 영토에서 태어난 모든 사람은 미국 국적을 가지게 된다(ius soli 원칙: 속지주의). 이에 따라 미국에서 출생한 모든 멕시코인 이민자 자녀들은 이중 국적을 가질 권리를 갖게 되며, 18세가 되면 병역의무를 이행해야 했었다. 멕시코 정부는 1998년까지 이중국적을 인정하지 않았다. 그래서 한국전쟁이 일어났던 해에 멕시코인 아버지나 어머니 아래 미국에서 태어났지만 멕시코 국적을 유지할 경우, 성인이 되는 21세에  미국 국적을 포기해야 했다. 이는 21세가 되기 전 군대에 입대한 모든 사람은 자신의 최종 국적을 선택하지 못한다는 것을 의미했다. 미국에서 태어난 멕시코인 청년들은 멕시코 국경을 넘어와 병역의 의무를 포기하고 한국에 가는 것을 피할 수 있었다. "그럼에도 불구하고 미국에 전운이 감돌았을 때 지속적인 차별과 기회의 불평등은 계속되었다. 제 1 차 세계 대전 동안 우리를 비난한 것과 같이 징집이나 병역 의무를 피하기 위해 멕시코로 도망간 이유로 아무도 우리를 비난할 수 없었다"고 참전용사 라울 R. 모린 (Raúl R. Morin)과 같이, 대부분은 고향에 남는 것을 선택했다.
멕시코에서 태어났지만 미국에 남기로 결정한 멕시코인들에게는 군입대가 의무는 아니었다. 그럼에도 불구하고, 1940년대 말과 한국전쟁 동안 멕시코인들에 입대를 강제했다는 증언이 많았다. 외교부 헤나로 에스트라다(Genaro Estrada) 역사기록보관소는 브라세로 프로그램 노동자를 비롯한 멕시코인들이 강제로 체포되어 군입대 서류에 서명을 하기 전에 영사관과 겨우 연락이 닿았다는 멕시코 영사관의 증언을 포함하여, 자국민에 대한 자의적 구금 등에 항의하는 멕시코 영사들의 사건 기록 등 다양한 자료를 보유하고 있다.
또한 많은 멕시코인들이 자신의 노동 계약이 끝나자 자발적으로 미군에 입대하기도 했는데 이는 일자리가 불확실한 상황에서 멕시코로 돌아가지 않고 꾸준한 수입을 보장 받기 위함이었다.
자원 입대한 대부분은 3년의 병역 의무가 끝나면 미국 국적을 얻을 수 있다는 기대를 가졌으며, 여기에는 합법적 서류 없이 미국에 입국한 사람들도 포함되었다. 병역 의무를 마치게 되면 처벌 없이 외국인이 자동적으로 국적을 취득할 수 있었기 때문이다.
다른 동기부여는 심리적인 요소에 기인하기도 하였다. 멕시코 주 틀랄네빤들라에 거주하는 호세 비야레알(José Villarreal) 옹에 따르면, 멕시코시티에 있던 가족들과 친구들 앞에 «영웅처럼 귀환 »하기 위해 당시 미국으로 건너가 군입대를 결심했던 기억이 있다고 언급했다. 군입대 당시 자신의 영어가 초보적인 수준이어서 캘리포니아에서 훈련하는 동안 다른 멕시코인, 푸에르토리코인, 미국 원주민 신병들과 함께 영어 수업을 들어야만 했다고 전했다.
세사르 아우구스토 보르하 오초아 (César Augusto Borja Ochoa)는 자신이 “좋은 사람” 이 될 수 있음을 입증하기 위해 군대에 입대한 것이 아버지와의 손상된 관계를 회복하는 방법이었다고 말했다.

## 한국전쟁에서의 멕시코인과 멕시코계 미국인
한국 전쟁 동안, 멕시코인 군인들은 다양한 전투에서 싸웠다. 또한 다음과 같이 멕시코인 소대가 파견되었고, 첫 사상자와 포로가 등록되기도 하였다.

#### 멕시코인 소대
캘리포니아 로스 앤젤레스의 병장 헤수스 로드리게스(Jesús Rodríguez)의 기억에 따르면, 한국전쟁 동안 멕시코인과 멕시코 계 미국인을 위해 만들어진 소대가 있었다. 이 멕시코인 소대는 하사 베이커(Baker)의 지시 아래 있었으며 «매우 유능하고 잘 조직된» 형태로 활동하였다고 한다. 이 중대는 25사단 35연대 A  중대에 소속된 소대였다. 멕시코인 군인들의 인원 증가와 미군의 관행에 따라, 당시 군인들을 인종 혹은 국적별로 분류하였는데, 병장 로드리게스가 묘사하는 것과 유사한 소대들이 더 있었을 것으로 추정되고 있다.
두 장의 사진이 포함된 호세 비야레알 (José Villarreal) 옹의 개인문서는 병장 로드리게스의 묘사를 뒷받침하는데, 한장에는 민간 복장을 한 멕시코인으로 구성된 소대와 또 다른 사진에는 군복을 입은 같은 소대원들의 모습을 볼 수 있었다.

#### 첫 사상자들과 포로들
1950년 6월 28일, 전쟁 발발 후 겨우3일만에 일본에서 이륙해 한반도 위를 날던 미군 비행기가 기계적 결함으로 황해로 추락했다.  그 비행기 안에는 마이애미의 멕시코계 미국인 출신으로 애리조나 질라(Gila) 군 소속 조 캄포스 (Joe Campos) 하사가 있었다. 그의 시신은 이후 3년만에 수습되었다. 전쟁에서의 첫 외국인 사망자였다.
며칠 뒤, 오산에서 «오산 전투»로 알려진 미군과 북한군 간의 첫 교전이 있었다. 이 전투에서 최초 사상자와 전쟁 포로가 발생했으며, 3년 후에 자신의 출생지로 송환되었다. 일리노이 시카고 출신의 멕시코인 아들이었던 플로렌티노 곤살레스(Florentino Gonzales)는 북한의 포로 수용소에서 고통받은 병사 무리에 속해 있었다.

## 참전 용사

#### 미국 정부의 감사
일부 멕시코인과 멕시코계 미국인 병사들은 한국 전쟁에서의 그들의 헌신과 실천을 인정받아 미국 정부로부터 위대한 용기를 기리는 훈장을 받았다. 5개의 해군 공로훈장을 포함하여, 의회에서 수여하는 15개의 명예훈장을 받은 히스패닉 참전용사들 중에는 10명이 멕시코인 계 미국인이었다. 37명의 히스패닉이 수훈 십자 훈장(DSC)과 약 498명 의 히스패닉 군인이 은성 훈장을 받은 것으로 추정된다.
캘리포니아 주의 한 학교와 미군 배 한 척은 유진 오브레곤(Eugene Obregón)이라는 이름을 가지고 있는데, 이는 1950년 9월 26일 서울 급습동안 동료들의 목숨을 구하기 위해 자신의 목숨을 희굵은 글씨생한 용사의 이름을 딴 것이다. 리차드 에드워드 카바소스(Richard Edward Cavazos)는 한국전쟁에서 중위로 복무했으며 미군에서 최초로 멕시코계 4성 장군의 자리에 올랐던 인물이다.
미국 대통령 린든 B. 존슨(Lyndon B. Johnson)은 라울 모린(Raul Morin)의 Among the Valiant(당시 부통령이었던)의 책 서문에서  멕시코인 군인들을 평가했다: «멕시코인 미군들은 뛰어난 성적으로 복무했다. 용기를 가지고 싸웠다. […] 그들의 용기와 애국적 헌신의 증거는 수 많은 전투에 관한 공식적인 기록과 의회가 수여하는 명예훈장 공식 조서에서도 찾아볼 수 있다.

#### 대한민국 정부의 감사
한국 정부 역시 참전한 군인들에게 감사와 훈장을 수여하는 작업을 함께 하고 있다. 2020년 6월부터 주 멕시코 한국 대사관은 멕시코 현지 언론에 ‘잊힌 영웅, 한국전 멕시코인 참전용사’ 제하의 기고문을 시작으로 ‘한국전쟁 멕시코인 참전용사 찾기 캠페인’을 전개하고 있다. 2020년10월 김건 외교부 차관보는 멕시코 참전용사 호세 비야레알 비야레안 (José Villarreal Villarreal) 옹의 집을 방문하여 국가보훈처의 평화의 사도 메달을 수여하였다. 주 멕시코 대한민국대사관의 국방무관인 김윤주 중령은 2021년 4월 8일 누에보레온 주 몬테레이의 또 다른 참전용사 헤수스 칸투 살리나스 (Jesús Cantú Salinas) 옹의 집을 방문하여 평화 사도의 메달을 대리 수여하였다. 한국정부는 더 많은 멕시코 참전 용사와 그 가족들에게 더 많은 평화의 사도 메달을 수여할 예정이다.
2024년 7월 21일 서울에서 한덕수 국무총리는 알베르토 헤수스 페르난데스(Alberto Jesús Fernández) 옹에 윤석열 대통령을 대신하여 충무무공훈장을 수여하였다.https://kookbang.dema.mil.kr/newsWeb/20240729/5/ATCE_CTGR_0010010000/view.do</ref>
2022년 6월 28일 한국전쟁 참전용사 알베르토 헤수스 페르난데스(Alberto Jesús Fernández) 와 안토니오 로사노 부스토스 (Antonio Lozano Bustos) 옹이 참석한 가운데 박민식 국가보훈처장은 전쟁기념관에서 '나는 한국에서 돌아왔다 (Mexicans and Mexican Americans: The Forgotten Soldiers of the Korean War' 특별전 개최했다. 박민식 국가보훈처장은 "멕시코 참전용사들을 한국에 초청한 것은 이번이 처음"이라며 "한 번도 만난 적 없는 국민들을 위해서 치열한 전선에 몸을 던지신 참전용사분들께 대한민국 정부와 국민을 대표해 깊은 존경과 감사의 마음을 전한다"고 말했다. 이어 "앞으로 멕시코 참전용사들을 비롯한 유엔 참전용사들을 한 분이라도 더 초청해 감사의 마음을 전하고 그 숭고한 인류애를 미래 세대에 전하는데 성심을 다하겠다"고 강조했다.

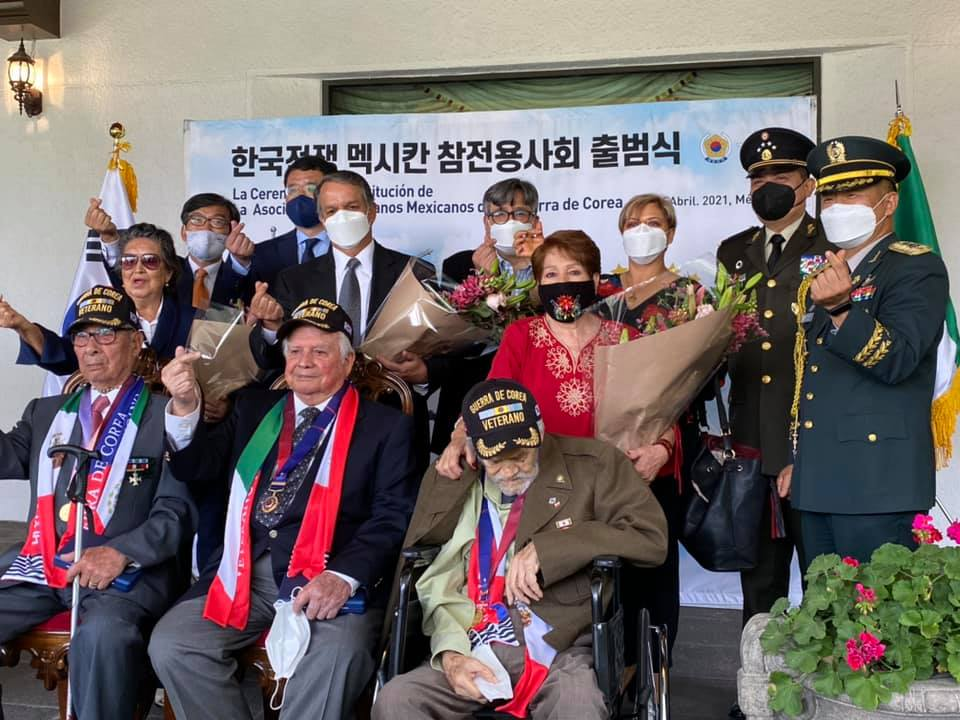
2021년 4월 24일 멕시코시티에서 첫 멕시코 한국전쟁 참전용사회 (1950~1953) 창립식이 거행됐다. 이 협회는 미군의 지휘 아래, 한국전쟁에 참전해 싸운 100,000명 이상의 멕시코 군인과 그 가족의 헌신을 기리기 위해 노력하고 있다.

## 한국전쟁 멕시코 참전 용사들의 첫 번째 참전용사회 설립
2021년 4월 24일 주멕시코 대한민국대사관에서는 한국전쟁에 참전한 멕시코 참전용사회 출범식을 거행하였다. 출범식에는 로베르토 시에라 바르보사 옹(사포판, 할리스코 주), 호세 비야레알 비야레알 옹(틀랄네빤들라, 멕시코 주), 알베르토 페르난데스 알마다 옹(시우닫 오브레곤, 소노라 주), 세 명의 참전용사가 참석하였고 누에보 레온 주 몬테레이에 거주하는 참전 용사 헤수스 칸투 살리나스(Jesús Cantú Salinas) 옹은 화상 회의를 통해 참석하였다. 멕시코 국방부 장관 루이스 크레센시오 산도발 곤살레스(Luis Cresencio Sandoval González) 장군, 한국의 최종건 외교부 1차관, 서정인 주멕시코 대사가 증인으로 참석하였다. 또한 사망한 참전용사 다섯 분의 유족들도 참석하였다. 한국전 멕시코 참전용사회 출범 기념으로 한국 국가보훈처는 코로나19 극복을 위한 마스크 기부를 실천했다.
참전용사회 초대회장인 호세 비야레알은 2021년 5월 1일 작고하셨으며, 참전용사 로베르토 시에라 바르보사 옹이 회장직을 맡게 되었다.

## 멕시코 영화 예술에서의 한국 전쟁
한국전쟁은 1950년대에 멕시코 사회에 큰 발자취를 남겼다. 이 시기 3 편의 영화에서 다른 관점으로 전쟁을 서술하고 있다.
1950년 로베르토 갈발돈(Roberto Galvaldon)이 제작하고 1951년에 상영한 영화 En la palma de tu mano에서는 전쟁에서 잃어버린 한 아들에 대해 말한다. 영화의 한 장면에서 카르멜리타(엔리케타 레사 분)는 글을 읽을 줄 모르는 인물로, 하이메 카린(아르투로 데 코르도바 분) 선생님에게 아들로부터 받은 편지를 읽어달라고 부탁한다. 이 편지는 미군 육군성 장관이 보낸 편지로 그녀의 아들인 일등병 아르투로 가르시아 루나가 «한국 인천의 전투에서 죽었다»는 내용이다. 카린 선생님은 그녀가 고통받지 않도록 아들의 연대가 바뀌었으며 아주 먼 곳, «우리가 아는 곳 중에서 가장 아름다운 곳»에 있고 «너무 좋은 곳이라 차마 말 할 수 없는 »곳이라고만 한다.
이 영화는 1952년 멕시코 예술 영화 아카데미에서 수여하는 아리엘 상을 받으며, 최고의 영화, 최고 디렉팅, 남자 주연배우, 사진, 원작 줄거리, 편집, 무대미술, 음향 등에서 최고의 찬사를 받았다.
1951년 힐베르토 마르티네스 솔라레스(Gilberto Martínez Solares)가 제작한 영화 ¡Ay amor... cómo me has puesto! 는 전쟁을 코믹하게 다루었다. 비통한 원인으로 틴탄 역(헤르만 발데스 분)의 배우가 자신의 친구들에게 «나는 한국 전쟁에 갈거야»라고 외친다. 그의 용기에 감탄하면서 다들 그와 함께 하기 위해 카바레 이름을 그렇게 명명하기로 결심한다.
1959년 훌리안 솔레르의 영화 Me gustan valentones! 는 멕시코 시골의 남성성의 근본적인 가치인 용기에 대해 다룬다. 호세 곤살레스(루이스 아길라르 분)는 미국에 사는 멕시코인으로 공증인을 통해 한 시골 여성 첼라(로시타 킨타나 분)과 결혼하게 되는데, 이 여성은 «매우 마초적인» 남편을 얻기를 바라고 있다. 호세가 산맥의 산 발렌틴에 도착할 때 첼라는 자신의 남편이 마을 다른 남성들의 놀림과 도발에 반응하지 않아 매우 실망하는데 영화의 절정에서 그가 비겁하고 «남성적이지 않다고» 비난하는 장면이 나온다. 호세는 그녀의 앞에서 자신의 귀중품 상자를 꺼내 사진과 영어로 된 신문 스크랩과 메달들을 흩뿌린다. 그리고 자신은 한국 전쟁에 있었으며, «비겁함!...때문에 미국 의회로부터 명예훈장을 받은 가여운 멕시코인 하사였다»고 답하며 «인간이 만든 모든 무기»를 사용해 보았으며 자신의 손으로 «수천명의 사람을 죽였다»고 말했다.
그 이후부터 자신은 결코 싸우고 싶지 않고 «인간이라는 존재가 경시당하는 것을 본 후부터» 언제나 평화를 추구했한다고 말했다. 그 후 바로 농장에서 나와 마을로 향해 자신을 모욕했던 사람들을 찾아 때린다.

## 멕시코 미술, 문학, 음악에서의 한국 전쟁
20세기 초 멕시코의 가장 저명한 예술가 중 한 명인 디에고 리베라는 '전쟁의 악몽과 평화의 꿈'이라는 벽화에서 한국전쟁을 암시한다. 1951년에서 1952년 사이에 그려진 이 작품은 길이 19m, 높이 5m이며, 체도닌도에서 한국군에 의해 십자가에 못 박힌 북한 군인의 모습이 그려져있으며, 원자폭탄, 소련의 이오시프 스탈린과 중화인민공화국의 지도자 마오쩌둥이 미국, 영국, 프랑스의 사칭에 평화의 비둘기를 바치고 있는 모습이 묘사되어 있다. 캔버스의 다른 공간에서 디에고 리베라의 아내 프리다 칼로 (Frida Kahlo) 가 휠체어를 타고 평화 지지자들의 상설 위원회가 1950년 4월 스톡홀름에서 발사한 원자 폭탄의 금지와 평화에 대한 외침을 지지하는 서명을 수집하고 있다. 멕시코 정부가 유럽 여러 나라를 순회하기 위해 의뢰한 이 벽화는 정치적인 이유로 받아들여지지 않아 화가가 중화인민공화국에 팔거나 기증한 후 사라졌다. 제작 과정에서 찍은 사진과 종이에 스케치만 남아있다.
멕시코의 저명한 작가인 호세 레부엘타스 (José Revueltas)는 1957년에 소설 "Los motivos de Caín"을 출판했다. 그는 또한 영화 ‘En la palma de tu mano’의 공동 작가이기도 하다. 이 소설은 20세기 중반 인류에 대한 비극적 우화로, 형제 학살이라는 주제에 초점을 맞추고 있으며, 제목에 카인과 아벨 형제의 이야기에 대한 성경적 언급이 명시되어 있다. 멕시코계 미국인이자 육군 탈영병인 잭 멘도사 (Jack Mendoza)를 통해 전쟁 중인 남북한, 앵글로색슨계 미국인 군인과 로스앤젤레스의 멕시코계 미국인이 겨루는 주트 슈트 폭동 사건을 다룬다. 캘리포니아, 그리고 마지막으로 한국 전쟁터에서 잭 멘도사와 북한 군인 김과의 놀라운 만남, 한국인 아버지와 멕시코인 어머니 사이에서 멕시코에서 태어났다.
한국전쟁은 1950년대 멕시코 음악에 많은 영향을 미쳤다.
1953년 유명 3인조 그룹인 더 쓰리 카바예로 (The Three Caballeros)는 RCA 레코드사에서 카르타 데 코레아 (Carta de Corea) 라는 곡을 녹음했으며, 멕시코 군인이 어머니에게 자신이 중상을 입었다는 편지를 쓰고 성녀에게 자신을 구원해 달라고 부탁하는 내용이다.
바모스 아 코레아 (Vamos a Corea) 라는 곡의 마지막 부분에서 그룹 로스 쇼치밀카스 (Los Xochimilcas)는 부기우기 리듬을 타면서 익살스럽게 ‘한국으로 가자. 그들이 왜 싸우는지 나는 모르겠어’ 를 반복한다.
텍사스 주 출신 작곡가 다니엘 가르세스 (Daniel Garcés) 와 그의 그룹 로스 트레스 레예스 (Los tres reyes) (멕시코 푸엔테스 (Puentes) 형제에 의해 탄생한 동명 유명 3인조 그룹과 혼동하지 말 것)는 월프 (Wolf) 레코드사에서 보이 파’ 코레아 (Voy pa’ Corea) 라는 곡을 녹음했으며, ‘국가의 부름으로 나는 전쟁에 간다’ 가사를 노래하고 ‘라틴 아메리카인은 본인의 영토나 외국에서 결코 도망치지 않는다는 것을 알려줄 것이다’ 라고 덧붙인다.
산티아고 히메네스 (Santiago Gimenez) 그룹의 폴카 ‘레쿠에르도스 데 코레아’ (Recuerdos de Korea), 아리스멘데스 (Arizmendez) 그룹의 ‘야 볼비 데 코레아’ (Ya volví de Corea), 3인조 그룹 임페리얼 (Trío Imperial)의 ‘야 메 보이 파라 코레아’ (Ya me voy para Corea), 텍사스 주 샌 안토니오 알라모 그룹 (Conjunto Álamo de San Antonio, Texas)의 ‘우나 카르타 파라 코레아’ (Una carta para Corea) 와 같은 멕시코와 미국 남부의 다양한 곡들도 비슷한 내용을 언급한다.

## 같이 보기
- 대한민국-멕시코 관계
- 한미 관계